# 海獺島 (神奈川県)
海獺島（あしかしま）は、神奈川県横須賀市、東京湾に浮かぶ無人島。久里浜港のすぐ沖にある。二つの岩からなり、片方には灯台、他方には波と風の観測を行うアシカ島海象観測ステーションがある。後者の情報はナウファスとして実況されている。
明治の中頃までニホンアシカが生息していたためこの名前となった。
海獺島灯台（あしかしまとうだい）は、海獺島の内、西側の岩礁に建つ灯台である。1916年（大正5年）建立。

## 笠島灯浮標
海獺島の東南東約360メートルにある笠島は略最低低潮面で0.9メートル干出する。他にも危険な暗礁があるため東方位標識として笠島灯浮標（かさしまとうふひょう）が設置され、海獺島と笠島灯浮標の間は危険水域であると標識で示されている。しかしながら標識設置後もプレジャーボートによる座礁事故が発生している。